# Desmonema comatum
Desmonema comatum är en manetart som beskrevs av Helen K. Larson 1986. Desmonema comatum ingår i släktet Desmonema och familjen Cyaneidae. Inga underarter finns listade i Catalogue of Life.